# Odette Gartenlaub
Odette Gartenlaub (* 13. März 1922 in Paris; † 20. September 2014 ebenda) war eine französische Komponistin, Pianistin und Musikpädagogin.

## Leben
Odette Gartenlaub kam im Alter von neun Jahren an das Conservatoire de Paris, wo sie zunächst Unterricht in Solfège hatte und später Klavierschülerin von Marguerite Long wurde. 1936 erhielt sie den ersten Preis im Fach Klavier, im Folgejahr war sie Gewinnerin des Concours International Gabriel Fauré.
Sie vervollkommnete ihre Klavierausbildung bei Lazare Lévy und Yves Nat, studierte Musikgeschichte bei Maurice Emmanuel und Louis Laloy und Komposition bei Olivier Messiaen, Noël Gallon, Henri Busser und Darius Milhaud. Ihre musikalische Ausbildung wurde zwischen 1941 und 1945 durch den Krieg und die im Zuge dessen im Vichy-Frankreich geltenden diskriminierenden Verordnungen für Personen jüdischer Abstammung unterbrochen. 1948 gewann sie den Premier Grand Prix de Rome mit einer Kantate nach einem Gedicht von Charles Clerc.
Nach ihrer Rückkehr von dem mit dem Preis verbundenen dreijährigen Aufenthalt in der Villa Medici in Rom begann Gartenlaub eine Laufbahn als Pianistin und Komponistin. Unter Leitung von Désiré-Émile Inghelbrecht spielte sie für das ORTF das Klavierwerk von Claude Debussy ein. 1954 gewann sie mit der Sängerin Flore Wend den Grand Prix du Disque. Sie wurde Solopianistin der Associations symphoniques und des Orchestre national de France und wurde 1959 als Professorin für Solfège, später für Musikpädagogik, an das Conservatoire de Paris berufen.
1984 gründete Gartenlaub die Association des Professeurs de Formation Musicale, deren Präsidentin sie wurde. Nach ihrem Rückzug von der Lehrtätigkeit am Conservatoire 1989 konzentrierte sie sich auf ihre pianistische Tätigkeit und die Komposition. Neben zahlreichen musikpädagogischen Werken komponierte Gartenlaub Stücke für Klavier solo, Kammermusik, Orchester- und Vokalwerke. In Zusammenarbeit mit Jack Diéval entstand das Jazz-Oratorium Le Chemin. 1989 wurde Gartenlaub als Commandeur des Arts et des Lettres ausgezeichnet.

## Werke
- Cinq pièces faciles : Secret, Rêve, Jeu, Valse, Choral für Klavier
- Avec mélancolie für Klavier
- Avec tourment für Klavier
- Avec grâce für Klavier
- Avec belle humeur für Klavier
- Petite étude pour les tierces für Klavier
- Petite étude pour les mains alternées, für Klavier
- Sept Etudes pour les intervalles für Klavier
- Grave et Toccata für Klavier
- Fantasque für Klavier
- Les Caractères de La Bruyère für Klavier
- Trois Visages für Klavier
- Images d’Epinal für Klavier
- 51 Miniatures pour piano à 4 mains
- Voltiges für vier Klaviere
- Mécanique für vier Klaviere
- Zig-Zag für zwei Klaviere
- Enfantillages für zwei Klaviere
- Panorama zwei Stücke für Klavier
- Six Pièces für Flöte und Klavier
- Trois Récits für Flöte und Klavier
- Trois Estampes für Klarinette und Klavier
- Deux Pièces für Klarinette und Klavier
- Chant für Klarinette und Klavier
- Dialogue für Saxophon und Klavier
- Rite für Posaune und Klavier
- Historiette für Trompete und Klavier
- Souvenances für Violine oder Viola und Klavier
- Pièces für Cello und Klavier
- Pièces für Harfe
- Parallèles für zwei Harfen
- Environnement für fünf Harfen
- Jeu für keltische Harfe
- Prélude für keltische Harfe
- Pièce für Vibraphon
- Pièce für Viola d’amour
- Berceuse für Flöte und Harfe
- Séquence für Harfe und Flöte
- Esquisses für Klarinette solo
- 2 Essais für Harfe solo
- Turbulence, Oscillation, zwei Stücke für Trompete solo
- Horace
- Polyeucte
- De Goupil à Margot für Instrumentalensemble
- La Cassandre d’espoir für gemischten Chor und Klavier (Text von Jean-Claude Ibert)
- Danse des fous für gemischten Chor und Klavier, (Text von Jean-Claude Ibert)
- Ophélie für Frauenchor a cappella, (Text von Maurice Carême)
- La Prière für dreistimmigen Kinderchor a cappella, (Text von Maurice Carême)
- Le Chemin, Jazzoratorium für gemischten Chor und Orgel
- Adagio für Orchester
- Combat, sinfonisches Orchesterstück
- Psaume für Chor und Orchester
- Espace sonore für zwei Frauenstimmen und kleines Orchester
- Concerto für Flöte und Orchester
- Deuxième Concerto für Klavier und Orchester
- Concerto für Klarinette und Orchester
- Metacosme
- Le Logos
- Ballets pour Caserta für kleines Ensemble
- Deux Images für Streichorchester, Oboe und Klarinette
- Neguev 1961
- Fumées
- Balancelle
- Danse de Fantoche
- Pirouettes
- Première Quintette à vent für Flöte, Oboe, Klarinette, Fagott und Horn
- Sextuor für Flöte, Oboe, Klarinette, Fagott, Horn und Schlagzeug
- Tubulaire, Oktett für vier Trompeten und vier Posaunen
- Deuxième Quintette à vent für Flöte, Oboe, Klarinette, Fagott und Horn